# Quergebänderte Sandrennnatter
Die Quergebänderte Sandrennnatter (Psammophis crucifer) ist eine Schlangenart aus der Gattung der Sandrennnattern innerhalb der Familie Psammophiidae, die im Südlichen Afrika verbreitet ist. Im englischen Sprachraum wird sie als Cross-marked Grass Snake („Kreuzmarkierte Grasschlange“) bezeichnet.

## Merkmale

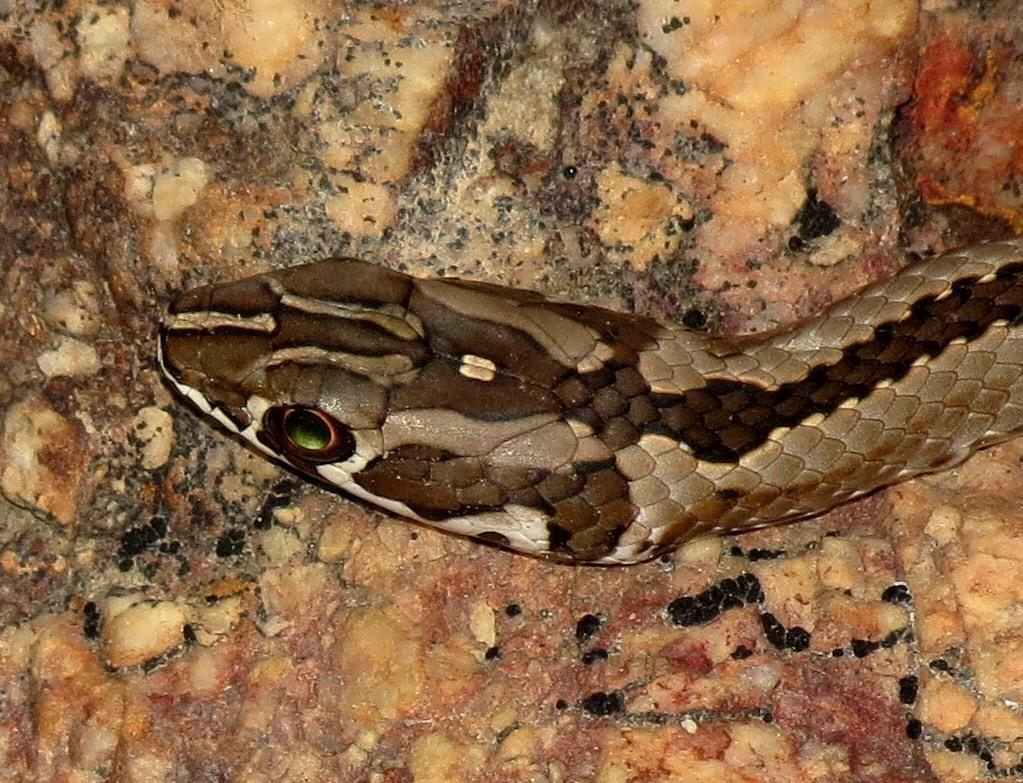
Kopf einer Quergebänderten Sandrennnatter in Südafrika

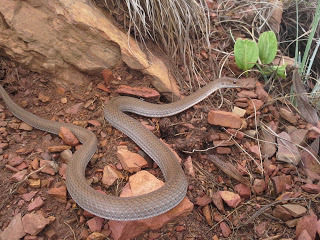
Farbmorphe ohne Streifen in Südafrika

Die Quergebänderte Sandrennnatter ist eine der kleineren Arten der Gattung. Sie hat eine Gesamtlänge von typischerweise 40 bis 60 cm, kann aber auch bis zu 82 cm erreichen. Die Weibchen werden dabei größer als die Männchen. So beträgt die Kopf-Rumpf-Länge bei Männchen durchschnittlich 36,4 cm, jedoch 42,3 cm bei Weibchen. Die Schwanzlänge ist mit  12,6 bzw. 13,1 cm dagegen annähernd gleich. Das durchschnittliche Gewicht beträgt 20,4 g bei Männchen bzw. 31,7 g bei Weibchen. Die Körperform ist wie bei anderen Sandrennnattern schlank mit einer Breite von 6,1 mm bei Männchen und 10,5 mm bei Weibchen. Der Kopf ist etwas breiter mit 8,6 bzw. 10,0 mm und hat eine Länge von 18,5 bzw. 20,6 mm. Die Augen haben einen Durchmesser von jeweils rund 3 mm.  Die Pupillen sind bei Sandrennnattern rund.
Der Kopf ist grau mit einem dunklen, rotbraunen Streifen, der schwarze Ränder aufweist und an der Schnauze beginnt und sich jeweils am Stirnschild und den Parietalia aufteilt und eine graue Fläche einschließt. Der Streifen setzt sich am Körper entlang der Wirbelsäule als dunkler, drei Schuppen breiter Streifen mit schwarzen Rändern fort. Ein dunkler graubrauner Streifen läuft ebenfalls entlang der zweiten und dritten Schuppenreihen sowie der oberen Hälfte der äußeren dorsalen Reihe, während deren untere Hälfte weiß ist. Markantestes und namensgebendes Merkmal ist oft ein kreuzförmiges Muster auf dem Nacken. Dabei kreuzen ein bis zwei dunkle Querstreifen den an der Wirbelsäule entlang laufenden Streifen. Dieses Kreuzmuster tritt bei vielen Tieren aus Südafrika auf, fehlt jedoch in KwaZulu-Natal und in Simbabwe. Die Ventralia (Bauchschuppen) sind orange und weisen lateral einen unterbrochenen schwarzen Streifen auf. Prä- und Postocularia sind weiß. In Südafrika tritt auch eine einheitliche Farbmorphe ohne Streifen auf, die dorsal grau und ventral rosaweiß gefärbt ist.
Die Beschuppung weist mindestens 134 Ventralia und 68 bis 91 Subcaudalia auf. Bei Weibchen liegt die Anzahl der Ventralia bei durchschnittlich 156, während sie bei den kleineren Männchen 148 zählt. Die Anzahl der Subcaudalia ist bei Weibchen mit im Durchschnitt 68 dagegen geringer als bei den Männchen mit 72. Die Anzahl der Supralabialia (Oberlippenschilde) ist meist 8, selten auch 7 oder 9, und die der Infralabialia (Unterlippenschilde) 9 oder selten auch 10. Zudem weist die Art ein Präoculare und zwei, selten auch drei, Postocularia auf. Die Nasalschilde und der Analschild sind geteilt.
Sandrennnattern sind schwach giftig, aber für den Menschen ungefährlich.

## Lebensweise

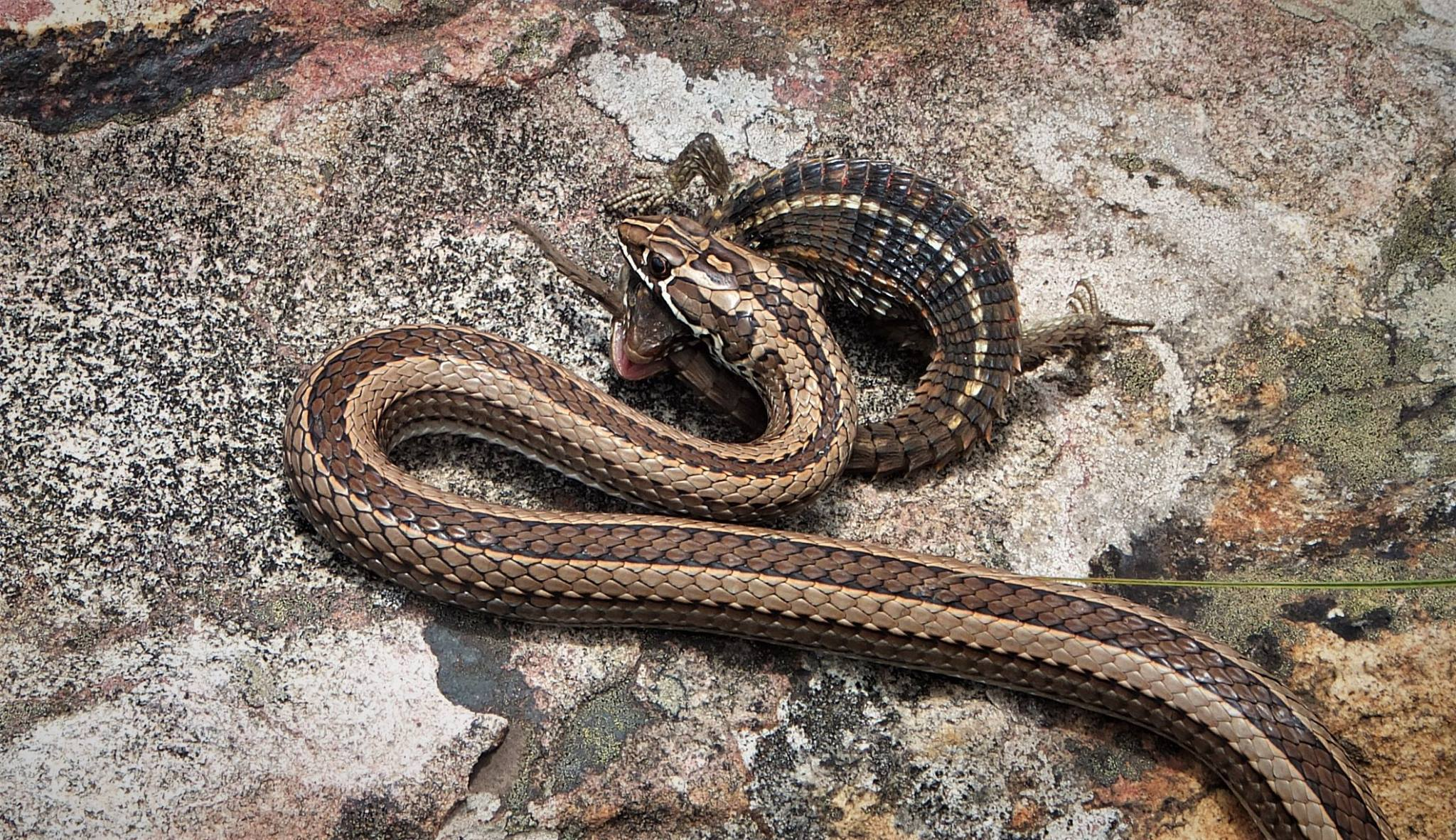
Quergebänderte Sandrennnatter (Psammophis crucifer) mit erbeutetem Gürtelschweif der Art Cordylus vittifer

Die Quergebänderte Sandrennnatter ist tagaktiv. Ihre Beute sind kleine Reptilien, darunter insbesondere Skinke wie Arten der Gattung Trachylepis oder Acontias, aber auch Schlangen wie Duberria lutrix oder andere Sandrennnattern. Auch Geckos gehören zu ihrer Nahrung. So wurden im Magen von Quergebänderten Sandrennnattern beispielsweise Dickfingergeckos, die Arten Lygodactylus capensis und bradfieldi sowie Afrogecko porphyreus gefunden. Beobachtete, erbeutete Echte Eidechsen umfassen Südafrikanische Wüstenrenner der Art Pedioplanis namaquensis, Scharreidechsen der Art Meroles knoxii und Stumpfkopf-Eidechsen der Art Nucras livida. Zu den erbeuteten Schildechsen zählen Gerrhosaurus flavigularis und G. typicus sowie zu den Gürtelschweifen die Transvaal-Schlangenechse und Chamaesaura anguina aus der Gattung der Schlangen-Gürtelechsen. Darüber hinaus fressen sie auch Froschlurche und Jungtiere Insekten wie beispielsweise Käfer.
Die Quergebänderte Sandrennnatter ist wie alle Arten der Gattung ovipar (eierlegend). Die Weibchen legen Gelege von 4 bis 10 Eiern.
Ihre natürlichen Feinde sind andere Schlangen und Vögel. Wenn sie sich bedroht fühlt, rollt sie sich manchmal zu einer engen Spule mit dem Kopf nach innen auf. Sie sucht oft Unterschlupf unter Felsen, in alten Termitenhöhlen und gelegentlich in Felsspalten oder niedrigen Sträuchern.
Ihr Habitat umfasst Fynbos, Karoo, Feuchtsavannen, Bergwälder und Grasland in Höhen bis etwa 3000 m.

## Verbreitung und Gefährdungsstatus

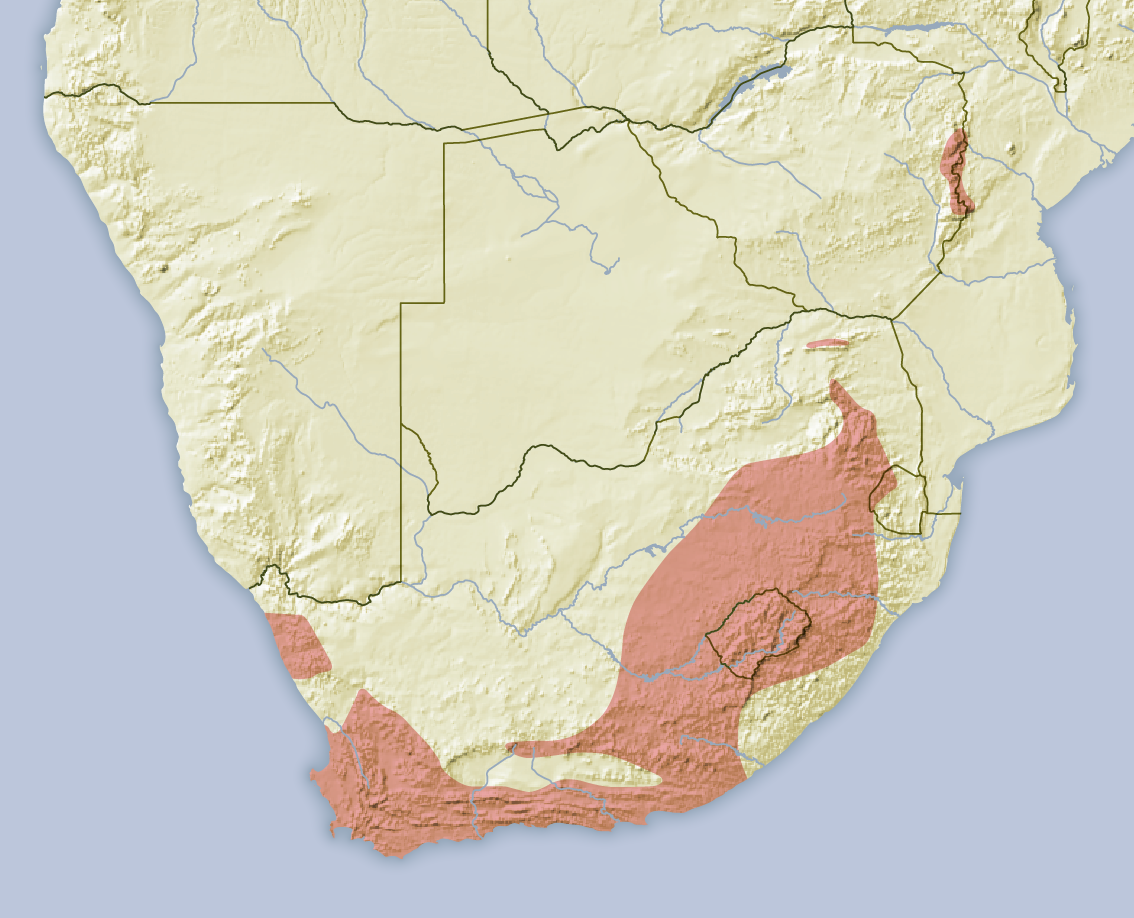
Verbreitungsgebiet der Quergebänderten Sandrennnatter

Das Verbreitungsgebiet erstreckt sich über Südafrika, wo sie in den Provinzen Westkap, Mpumalanga, KwaZulu-Natal, Ostkap, Limpopo, Gauteng, Freistaat und Nordkap verbreitet ist, sowie über Lesotho und Eswatini. Im Osten Simbabwes und Westen Mosambiks gibt es eine isolierte Population im Chimanimani-Gebirge.
Die IUCN stuft die Art als nicht gefährdet (least concern) ein und ihren Populationstrend als stabil, da sie ein relativ großes Verbreitungsgebiet aufweist und häufig anzutreffen ist. Es liegen keine besonderen Bedrohungen vor. Auch auf der nationalen Roten Liste Südafrikas ist sie als nicht gefährdet eingestuft.

## Systematik

Zeichnung von Coluber crucifer in Iconographia Zoologica

Die Quergebänderte Sandrennnatter ist eine Art aus der Gattung der Sandrennnattern. Sie wurde 1803 von dem französischen Zoologen François-Marie Daudin als Coluber crucifer wissenschaftlich erstbeschrieben. Der Holotyp ist verschollen. Es werden keine Unterarten unterschieden.